# Alfa i Omega: Święta w wilczym stylu
Alfa i Omega: Święta w wilczym stylu (ang. Alpha and Omega 2: A Howl-iday Adventure) – amerykański film animowany z 2013 roku wyreżyserowany przez Richarda Richa. Wyprodukowana przez wytwórnię Lionsgate Films oraz Crest Animation Productions. Kontynuacja filmu Zakochany wilczek z 2010 roku.
Premiera filmu miała miejsce 8 października 2013 roku w Stanach Zjednoczonych. W Polsce premiera filmu odbyła się w Kinie Boomerang 30 listopada 2014 roku w Boomerangu.

## Fabuła
Film opisuje historię dwóch wilków – Kate i Humphrey, którzy wraz ze swoimi trzema szczeniaczkami przygotowują się do najważniejszego wydarzenia, jakim jest pierwsza wspólna zima. Kiedy ich najmłodsze szczenię znika w nieznanych okolicznościach, wataha postanawia wyruszyć w podróż w głąb dziczy, aby odnaleźć zgubę.

## Wersja polska
Wersja polska: SDI Media Polska

Reżyseria: Wojciech Paszkowski

Tekst polski: Barbara Eyman

Koordynacja produkcji: Ewa Krawczyk

Wystąpili:
- Justyna Bojczuk – Klaudyna
- Paweł Ciołkosz – Humphrey
- Agnieszka Fajlhauer – Kate
- Anna Apostolakis – Fąfel
- Beata Jankowska-Tzimas – Ziółko
- Robert Leszczyński – Tony
- Maciej Gudowski – Garth
- Bożena Furczyk – Eve
- Tomasz Kasprzyk – Paddy
- Julia Kołakowska – niedźwiadek
- Grzegorz Hyży – Winston
- Magdalena Krylik – jeżozwierz
- Szymon Majewski – Marcel
- Joanna Pach-Żbikowska – Lilly
- Jacek Stachursky – Król
- Tomasz Karolak – Wilk #1
- Krzysztof Zalewski –
  - Wilk #2,
  - Wilk #5
- Krzysztof Szczerbiński – Słony
- Anna Sztejner – Księżniczka
- Janusz Szydłowski –
  - Wilk #3,
  - Wilk #6

Lektor: Artur Kaczmarski